# 一幻

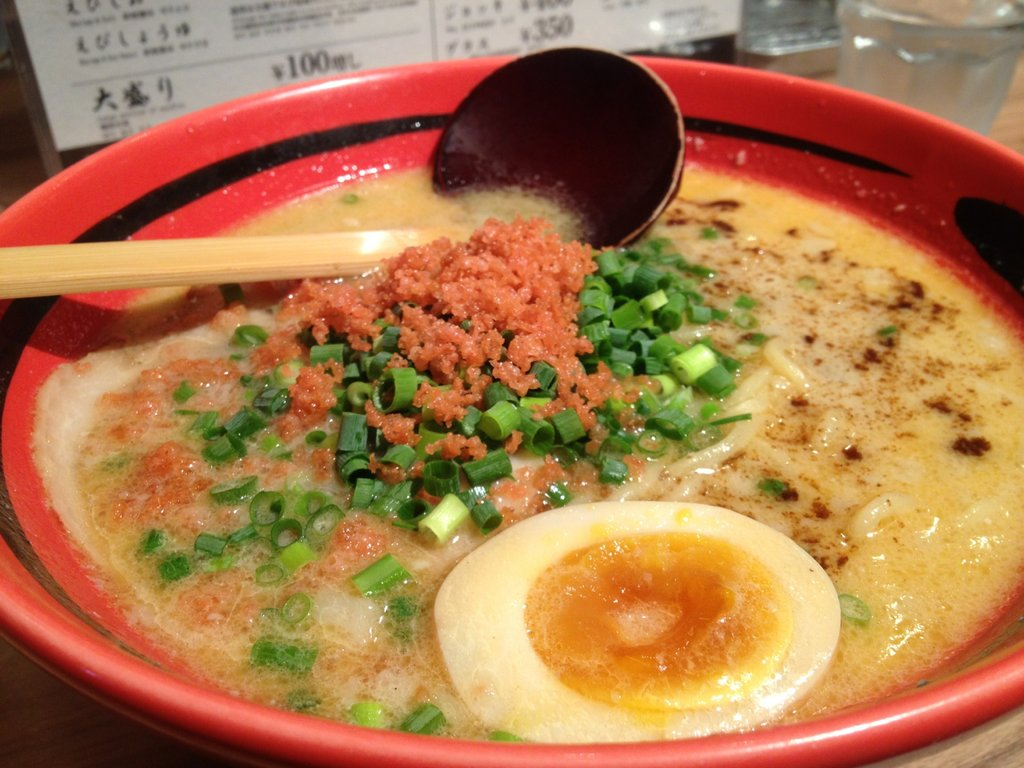
「えびしお」ラーメン

一幻（いちげん）または、えびそば一幻（えびそばいちげん）は、株式会社一幻フードカンパニーが経営するラーメンチェーン店である。札幌市中央区を拠点に海外展開も行っている。

## 概要
海老の出汁を使った札幌ラーメンの店であり、2008年に創業した。
総本店は東屯田通にあり、店舗は元セブンイレブンの建物を利用している。最大の特徴は1日約60kgのエビを使ったスープであり、スープだけではなくトッピングにも使用している。
新千歳空港、東京、香港 台湾にも店舗があり、特に総本店は常に行列が絶えない程の人気がある。
ラーメンは下記18のバリエーションがあり、スープの味付3種(味噌、しょうゆ、塩)、とんこつスープの量3種(そのまま、ほどほど、あじわい)、麺2種(太麺、細麺)の組み合わせによって注文を行う。
また、聞かれないがラードやトッピングの量も言えば調整して貰える場合がある。新千歳空港店等、店舗によっては｢ほどほど｣の提供をしていない。

## 店舗
北海道
- 総本店（札幌市中央区）
- 新千歳空港店（千歳市）

東京都
- 新宿店
- 八重洲地下街店
- 東京ソラマチ店

大阪府

梅田店

海外
- 台北信義店
- 台湾板橋店
- 香港湾仔店
- 香港尖沙咀店
- 香港セントラル店
- 香港屯門店
- 香港荃湾店